# Rustam Kasimdžanov
Rustam Kasimdžanov (uzbecky Rustam Qosimjonov) (* 5. prosince 1979) je uzbecký šachový velmistr a mistr světa FIDE v letech 2004–2005.
K říjnu 2015 má 2704 FIDE ELO, což ho jako nejlepšího uzbeckého šachistu řadí mezi 100 nejlepších hráčů světového žebříčku.

## Mistr světa FIDE
V roce 2004 se v Tripolisu zúčastnil vyřazovacího turnaje o mistra světa FIDE. Ačkoli nepatřil k favoritům, dosáhl historického úspěchu. Nejprve překvapivě zvítězil nad Vasilijem Ivančukem 2,5-1,5. Poté porazil v osmifinále Zoltána Almásiho a ve čtvrtfinále si poradil s Alexandrem Griščukem 3-1. V semifinále porazil Veselina Topalova 4-2.
Ve finále se utkal s Michaelem Adamsem. Po šesti partiích byl stav zápasu nerozhodný 3-3 a rozhodovalo se posléze v partiích rapid šachu. V nich Kasimdžanov zvítězil 1,5-0,5 a stal se tak mistrem světa FIDE.

## Další zápasy o Mistra světa
Protože se stal mistrem světa v době rozdělení titulu mistra světa mezi FIDE a PCA, plánoval se zápas mezi ním a Garrim Kasparovem, k jeho uskutečnění ale nedošlo.
V roce 2005 v Potrero de los Funes v provincii San Luis v Argentině absolvoval turnaj osmi hráčů o mistra světa FIDE. Skončil na 6. místě.
V roce 2007 se zúčastnil kandidátského turnaje, byl ale ve vyrovnaném souboji vyřazen Borisem Gelfandem v prodloužení (+0-0=6; 0,5-2,5 rapid)

## Výpis největších úspěchů
- 2004: mistr světa FIDE v Tripolisu
- 2002: 2. Hajdarábád
- 2002: 1. Pamplona
- 2001: 1. Essen
- 1998: 1. šampionát Asie
- 1997: titul mezinárodního velmistra